# Novověká latinská paleografie
Novověká latinská paleografie je vědní obor zabývající se psaným i tištěným latinským písmem v období novověku. Studium novověkého písma probíhalo od počátku 20. století zprvu jen v rámci obecné paleografie (resp. latinské paleografie) a teprve ve 2. třetině 20. století začaly vycházet odborné publikace zaměřující se speciálně jen na novověké latinské písmo. V evropském měřítku sehrála zásadní roli práce Leo Santifallera, v českých zemích novověkou latinskou paleografii metodologicky ustavil především Jaroslav Kašpar.

## Název a předmět
Leo Santifaller, zakladatel disciplíny zabývající se novověkým latinským písmem, označoval tuto disciplínu jako paleografii novověku (německy Paläografie der Neuzeit) nebo novověkou paleografii (německy neuzeitliche Paläografie). Navzdory protimluvu obsaženému v tomto sousloví (paleografie znamená doslova „staré písmo“, takže novověká paleografie znamená „novověké staré písmo“) se tento název rozšířil. Karol Górski sice navrhl logičtější pojmenování neografie (tedy disciplína zkoumající „nové písmo“), prosadit jej se mu však nepodařilo. V německojazyčné odborné literatuře se sice stále častěji užívá označení Schriftkunde der Neuzeit („nauka o písmu novověku“), česká odborná literatura ovšem dále užívá konvenční označení „novověká (latinská) paleografie“.
Pro účely paleografie se přitom pojmem novověk míní zpravidla období od přelomu 15. a 16. století do současnosti. Spodní časová hranice je přitom určena především proměnou středověkého písma do takové formy, která by naplnila stále rostoucí potřebu rychlejšího psaní. Ještě ve 3. čtvrtině 20. století se přitom paleografie omezovala jen na psaná písma, dnes se však soustředí také na písma tištěná.

## Cíle a metody
Hlavním cílem novověké latinské paleografie je poskytnout jakožto pomocná věda historická nástroje ke správnému čtení a přepisu novověkých písemných památek. Další cíle pak představuje zkoumání a vysvětlování proměn písma jak v čase, tak v prostoru.
Při zkoumání podoby konkrétního písma lze provést trojí analýzu: 1) morfologickou, při níž se zkoumá duktus písmene, tedy posloupnost tahů, z nichž bylo písmeno sestaveno, 2) modelovou, při níž se zkoumají odchylky konkrétního písma od dobových vzorů písma, a 3) genetickou analýzu, při níž se zkoumá, z jakých základních tvarů se dané písmo vyvinulo. Při popisu písma se bere zřetel zejména na modul (poměr šířky a výšky jednotlivých písmen), váhu písma (tloušťka tahů), sklon písma a na způsob spojování písmen. Při dosahování svých cílů novověká latinská paleografie využívá také poznatků dalších vědních oborů jako například typografie, stenografie, grafologie, filologie.

## Dějiny oboru
Na rozdíl od starší etapy vývoje latinského písma zůstávala novověká etapa až do konce 19. století v pozadí zájmu paoleografů a pojednávalo se o ní v podstatě jen v rámci všeobecných přehledů dějin latinského písma. Tak je tomu například v učebnici paleografie Gustava Friedricha z roku 1898, který dokonce tvrdil, že novověká písma nelze kvůli obrovské variabilitě vůbec klasifikovat. Tuto domněnku ovšem vyvrátil Franz Steffens, jenž ve svém přehledovém díle Lateinische Paläografie z roku 1903 rozpoznal dvě skupiny novověkého latinského písma: humanistické písmo, které dále rozdělil na knižní, kurzivní a italské kancelářské, a „moderní gotické písmo“, členící se dále na frakturu, kanzlei, německou kurzívu (kurent), francouzskou kurzívu a anglickou kurzívu. Další významné pojednání o novověkém latinském písmu a jeho klasifikaci přinesl Herman Delitsch ve své knize Geschichte der abendländischen Scheibschriftformen z roku 1928, jež ovšem opět byla pouze přehledovou publikací o vývoji latinského písma od jeho počátku. Delitsch rozděluje latinské písmo v období novověku na humanistické (antikva a kurzíva) a „německé národní písmo“ (fraktura, kanzlei, kurent).
Metodické základy novověké latinské paleografie položil až Leo Santifaller ve svém díle Bozner Schreibschriftarten der Neuzeit 1500–1851 z roku 1930, v němž stanovil cíle novověké paleografie a analyzoval vývoj tvarů jednotlivých písmen v Jižním Tyrolsku. Touto prací se inspiroval Erik Kroman a roku 1943 vydal dílo Skriftens Historie i Danmark fra reformationem til nutiden, v němž zkoumal proměny novověkého písma v Dánsku. Metodologii novověké paleografie i přímo zkoumání vývoje novověkého písma se věnoval Karl Pivec (novověké písmo v oblasti habsburské monarchie) a Karol Górski (oblast Královského Pruska).
V českých zemích se novověkému písmu (resp. jeho novogotické větvi) věnoval jako první Jaroslav Jirásek roku 1909 ve svém díle Písař. Podobně jako v ostatních evropských zemích se ovšem novověká paleografie začala v Československu rozvíjet až po druhé světové válce, zprvu ovšem znovu jen v rámci publikací pojednávajících o celém vývoji latinského písma (Alexander Húščava: Dejiny a vývoj nášho písma, 1951; Jindřich Šebánek: učebnice latinské paleografie, 1966). Od 60. let 20. století se ovšem začaly objevovat speciální studie o novověkém latinském písmu (Pavel Spunar, Jiří Pražák, Karel Beránek. Výrazným impulsem se stalo zavedení novověké paleografie jako samostatného předmětu na Filozofické fakultě Univerzity Karlovy, přičemž její výukou byl roku 1967 pověřen Jaroslav Kašpar. V 70. letech následovala diskuse o terminologii novověké latinské paleografie mezi Kašparem a Stanislavem Polákem. Kašpar sepsal také vysokoškolskou učebnici Úvod do novověké latinské paleografie se zvláštním zřetelem k českým zemím (1. vyd. 1976). Vedle studií o vývoji novověkého písma, vyšlo v českých zemích od 90. let také několik paleografických čítanek, jejichž cílem je nácvik čtení novověkých písem (Kašpar, Zdeňka Hledíková, Ivana Ebelová, Bohdan Kaňák).